# Aleksiej Tołbatowski
Aleksiej Nazarowicz Tołbatowski, ros. Алексей Назарович Толбатовский (ur. 15 października 1894 w stanicy Pietropawłoskaja obwodu kubańskiego, zm. 21 września 1970 w Sainte-Geneviève-des-Bois) – rosyjski wojskowy (esauł), emigracyjny działacz społeczny, publicysta, oficer Kozackiego Stanu podczas II wojny światowej.
Brał udział w I wojnie światowej. Służył w jednym z płastuńskich batalionów Kozaków kubańskich. W 1918 r. wstąpił do wojsk Białych gen. Antona I. Denikina. Doszedł do stopnia esauła. W połowie listopada 1920 r. wraz z pozostałymi wojskowymi został ewakuowany z Krymu do Gallipoli. Na emigracji zamieszkał w Bułgarii. W połowie lat 20. przeniósł się do Paryża. Na początku lat 30. współtworzył pismo „Kubanskoje kazaczestwo”. W latach 1931–1932 wchodził w skład kierownictwa Stowarzyszenia Odnowicieli Kubania. Był też członkiem kolegium redakcyjnego organizacji. Pisał artykuły do pisma „Rodimyj kraj”. Podczas II wojny światowej wstąpił do Kozackiego Stanu. Wiosną 1945 r. w południowej Austrii wraz z pozostałymi Kozakami został wydany Sowietom. Otrzymał karę 10 lat łagrów. Osadzono go w obozie na Syberii. Po wypuszczeniu na wolność powrócił do Francji pod koniec lat 50. Działał w Stowarzyszeniu Kubańskim we Francji. W 1958 r. został członkiem kierownictwa organizacji. Ponadto działał w Stowarzyszeniu Lienza, zbierając materiały dotyczące wydania przez Brytyjczyków kozackich sprzymierzeńców III Rzeszy Sowietom.